# Unabhängiger Bauernbund
Der Unabhängige Bauernbund (UBB, auch: Unabhängiger Bauernbund des Vorarlberger Oberlandes oder Vorarlberger Unabhängiger Bauernbund, VUBB) war eine Interessensvereinigung von Bauern und eine Bauernpartei in Vorarlberg während der Ersten Republik Österreichs. Die 1919 gegründete Interessensvertretung und Partei war freisinnig liberal und auch auf Bewahrung der Tradition ausgerichtet und stand teilweise im Gegensatz zum 1919 gegründeten katholischen Bauernbund. Der Unabhängige Bauernbund verstand sich vor allem als Interessensvertreter der Bauern. Sein Tätigkeitsschwerpunkt lag im Bezirk Bludenz.

## Geschichte
Der 1919 gegründete Unabhängige Bauernbund schloss sich der im Juni 1920 gegründeten Deutschösterreichischen Bauernpartei an.
Am 20. November 1920 wurde in einer Demonstration von etwa 2000 Personen in Bludenz die Freilassung von Christian Stoß (Gemeindevorsteher von Nenzing und Mitglied des UBB) gefordert. Dieser war wegen angeblich unrechtmäßigem Butterbezuges und Anstiftung zur Übertretung der Butterlieferungsvorschriften am 17. November 1920 aufgrund eines zuvor ergangenen Urteils in Haft genommen worden. Bereits am 18. November 1920 hatten etwa 200 Bauern im Montafon die Freilassung von Josef Mathies (Gemeindevertreter in Schruns) und Alwin Juen vor dem Bezirksgericht in Schruns gefordert, die ebenfalls seit dem 17. November 1920 aus denselben Gründen wie Christian Stoß in Schruns Haft waren. Alle drei befanden sich ab dem 18. November in Bludenz im dortigen Bezirksgericht in Haft. Aufgrund der Proteste wurden alle drei am 20. November 1920 gegen eine Kaution von 50.000 Kronen – gegen den ausdrücklichen Willen der Vorarlberger Landesregierung unter Otto Ender freigelassen. Der UBB stellte sich mit dieser Protestaktion wesentlich gegen die Interessen der Vorarlberger Landesregierung. Der Bezirkshauptmann von Bludenz wurde von der Vorarlberger Landesregierung abgesetzt, vor ein Disziplinargericht gezogen und verurteilt. Die Bauern, die nach einer neuerlichen Verhaftung von Stoß, Mathies und Juen, diese befreien wollten, wurden mit Waffengewalt aus Bludenz vertrieben. Aufgrund dieser Bauernunruhen wurde jedoch von der Vorarlberger Landesregierung die Zwangsbewirtschaftung landwirtschaftlicher Produkte aufgehoben, was als wesentlicher politischer Erfolg des UBB gesehen werden kann.
Ein Zusammenschluss der UBB mit dem katholisch orientierten und politisch der Christlichsozialen Volkspartei sehr nahestehenden Vorarlberger Bauernbund wurde immer wieder diskutiert aber abgelehnt. 1922 schloss sich der UBB mit dem Landbund zusammen, der jedoch deutschnational und antisemitisch ausgerichtet war, für den Anschluss an das Deutsche Reich eintrat, und sich zum Antimarxismus und zum Ständegedanken bekannte. Jakob Moosbrugger und andere verließen daher den UBB 1922.
Im März 1927 löste sich der Vorarlberger Landbund auf und vereinigte sich mit dem christlichsozialen Vorarlberger Bauernbund zum ebenfalls christlichsozialen Vorarlberger Landesbauernbund, wobei jedoch der Landbund als politische Organisation noch weiter bestand.

## Wahlerfolge
Die Unabhängige Bauernpartei (UBB) als politischer Arm des Unabhängigen Bauernbunds kandidierte mit Mitgliedern bei den ersten Vorarlberger Landtagswahlen der Republik Deutsch-Österreich 1919, jedoch nur im Bezirk Bludenz. Die UBB erhielt 2166 Stimmen (3,5 %).
Franz Josef Wachter, Standesrepräsentant von 1919 bis 1938 für den Stand Montafon, war für den Unabhängigen Bauernbund Landtagsabgeordneter von 1919 bis 1923.

## Publikationsorgan
Der Unabhängige Bauernbund hatte ein eigenes Publikationsorgan, das Bauern-Blatt. Redakteur des Blattes war Jakob Moosbrugger, der Sohn von Kaspar Moosbrugger. Der Landbund gab von 1919 bis 1923 das Bauernblatt heraus, welches von 1924 bis 1927 als Vorarlberger Landbund erschien.
Nach 1927 bestand die Vorarlberger Landstimmen, Organ der vereinigten Vorarlberger Bauernbünde.